# Look at Yourself (singolo)
Look at Yourself è un singolo del gruppo musicale britannico Uriah Heep, pubblicato  nel settembre del 1971 come secondo estratto dall'album Look at Yourself.
È stato scritta e cantata da Ken Hensley.
Secondo Hensley, il motivo per cui ha assunto la voce solista della registrazione è stato il fatto che il frontman della band, David Byron, ebbe un mal di gola nel periodo della registrazione. Tuttavia, Byron ha sempre interpretato la voce solista nella canzone durante le esibizioni dal vivo.

## Formazione
- David Byron – voce
- Mick Box – chitarra
- Ken Hensley – tastiera
- Paul Newton – basso
- Ian Clark – batteria